# Перово (станция)
Перово  — узловая железнодорожная станция Казанского и Рязанского направлений Московской железной дороги на востоке Москвы. Входит в Московско-Горьковский центр организации работы железнодорожных станций Московской дирекции управления движением. По основному характеру работы является участковой, по объёму работы отнесена к I классу.
Станция состоит из двух основных частей: Перово I и парк Перово IV — бывшая самостоятельная станция Москва-Сорт.-Рязанская. Также в границах станции находятся два остановочных пункта пригородных поездов: Перово, Плющево. Ранее нынешняя станция МЦК "Андроновка" была парком Перово - III. Второе название парка Перово I - Парк "Г".

## История
Станция появилась в 1862 году (была первой станцией от Москвы), названа по одноимённой деревне, позже ставшей городом, который в 1960 году вошёл в состав Москвы. Современный вид (турникетные павильоны, окраска, платформы) станция приобрела после реконструкции в 2005—2006 годов.  Ныне станция 1 класса, ранее была внеклассной.

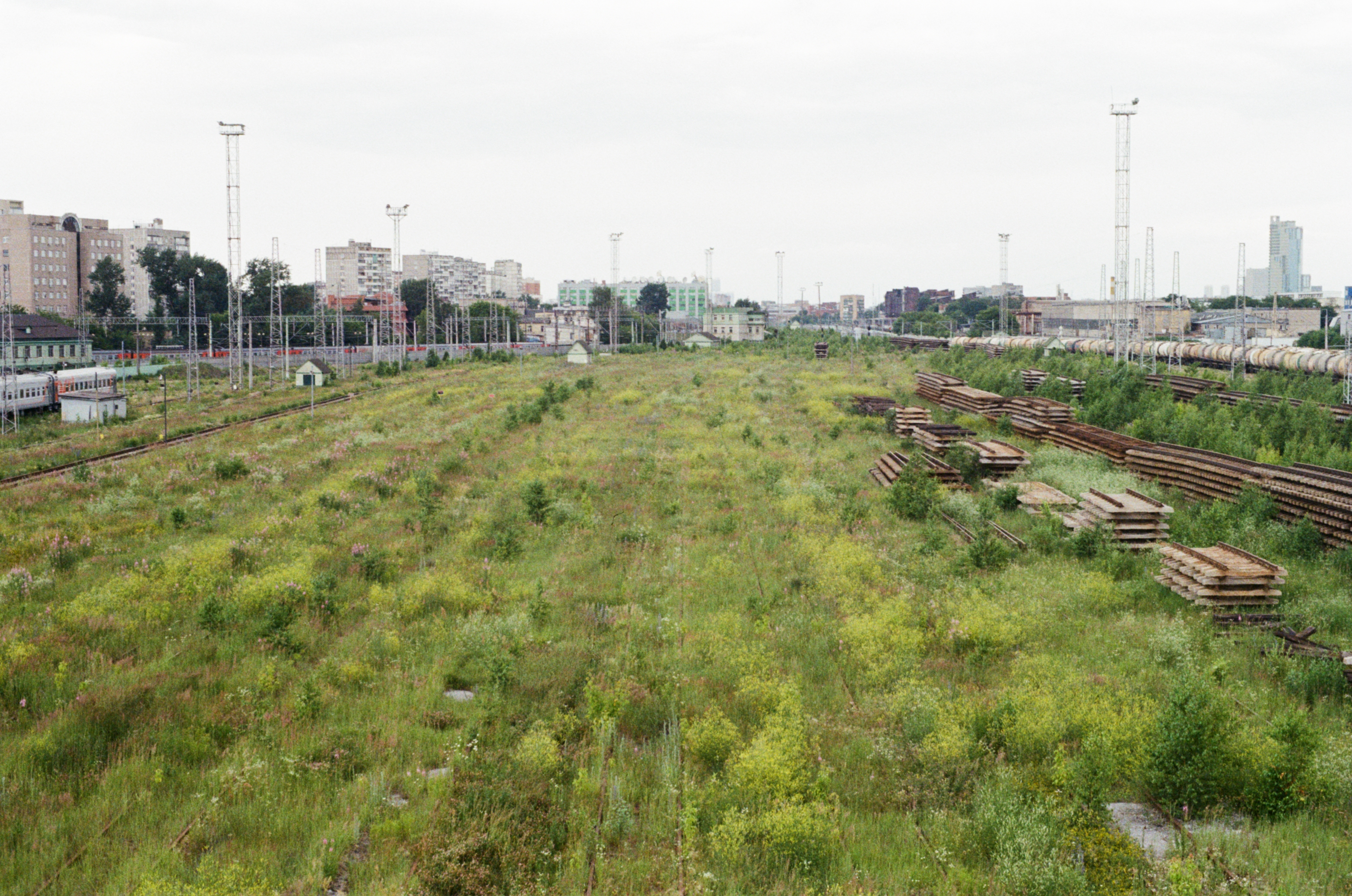
Станция Москва-Сортировочная. Заброшенный парк Перово-4 (2020)

В 2017 году станция в связи с падением объёма работы переведена из сортировочной в разряд участковых. Сортировочная горка законсервирована, сортировочная работа не производится, вагонопоток перераспределён на крупнейшую в Москве станцию Люблино-Сортировочное.

## Путевое развитие

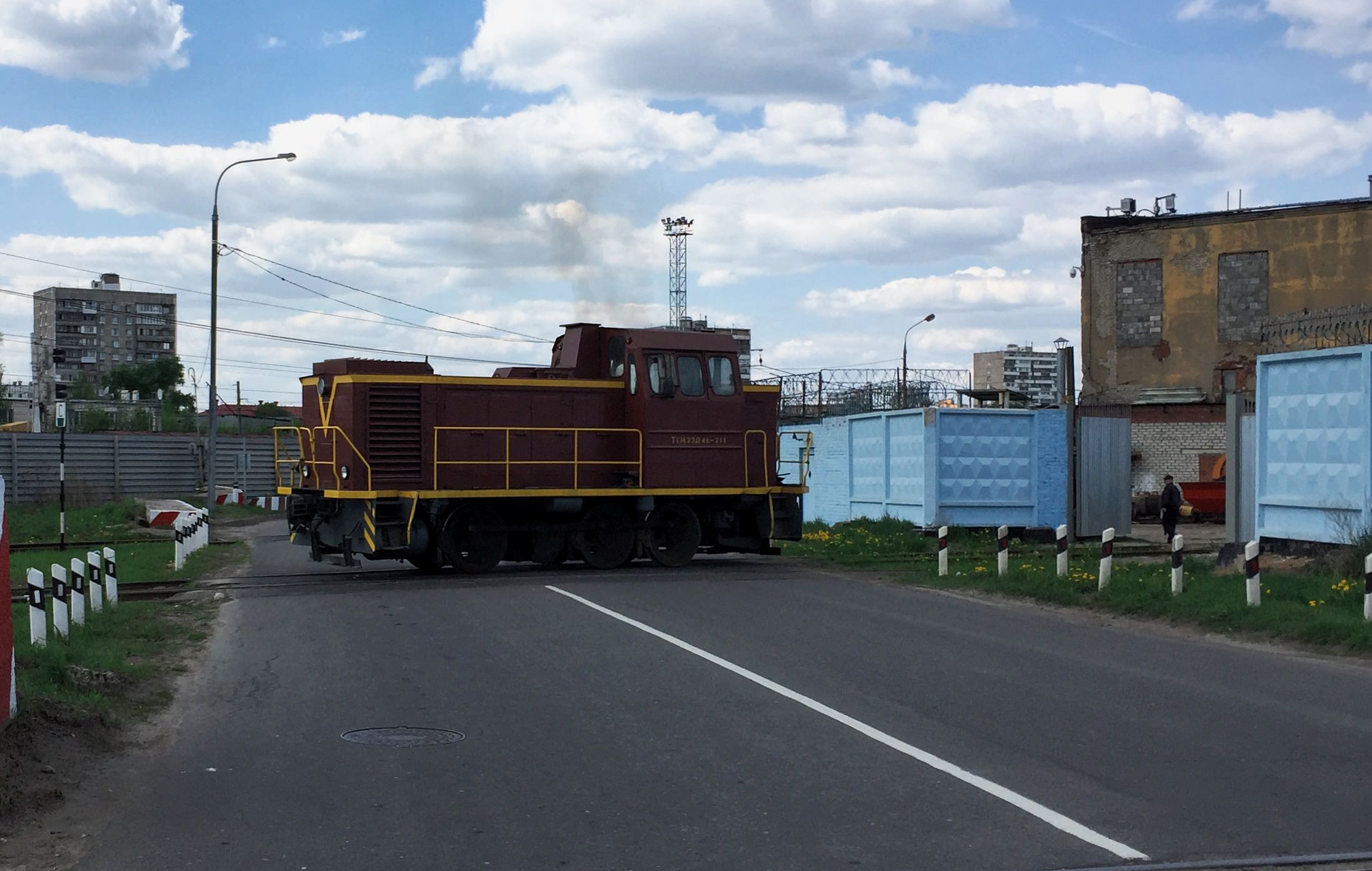
Подъездной путь завода Салют

От станции отходят несколько соединительных ветвей: к станциям Новопролетарская и Бойня, на Горьковское направление к станции Кусково, на Малое кольцо Московской железной дороги. В границы станции в 2010-е была включена бывшая станция Москва-Сортировочная-Рязанская, ставшая парком Перово-4. К станции примыкают пути от эксплуатационного локомотивного депо Москва-Сортировочная-Рязанская (ТЧЭ-6), ремонтного локомотивного депо Москва-Сортировочная (ТЧР-16), а также ОАО «Московского локомотиворемонтного завода» (МЛРЗ).

## Наземный общественный транспорт
На этой станции можно пересесть на следующие маршруты городского пассажирского транспорта:
- Автобусы: 624, с679, 695